# Blepisanis forticornis
Blepisanis forticornis är en skalbaggsart. Blepisanis forticornis ingår i släktet Blepisanis och familjen långhorningar.

## Underarter
Arten delas in i följande underarter:
- B. f. povolnyi
- B. f. forticornis